# Jencseng
Jencseng (egyszerűsített kínai írással: 盐城) prefektúra szintű város Kínában, Csiangszu tartományban. Lakosainak száma 6 709 629 fő (2020).

## Népesség
| 2010 | 7 260 240 |
| 2020 | 6 709 629 |

## Testvérvárosok
- Csicsihar
- Maribor